# Melchior de Polignac
Melchior de Polignac (Lavoûte-sur-Loire, 11 de outubro de 1661 - Paris, 20 de novembro de 1741) foi um cardeal do século XVIII

## Biografia
Nasceu em Lavoûte-sur-Loire em 11 de outubro de 1661, Lavoûte-sur-Loire, França. De uma antiga família de Auvergne. Filho de Louis Armand, visconde de Polignac, governador de Puy no reinado de Louis XIV, e Jacqueline de Grimoard du Roure.
estudou no Seminary des Bons-Enfants , de 1691 a 1693; no Collège de Clermont ; e na Universidade La Sorbonne , Paris.
Administrador da Universidade La Sorbonne , Paris. Conclavista do cardeal Emmanuel Théodose de la Tour d'Auvergne de Bouillon em 1689 e em 1691. Participou das negociações em Roma sobre a Declaração de 1682. Abade de Corbie. Abade de Bon-Port, 1693. Embaixador francês na Polônia, março de 1693-1698. Culpado pelo fracasso em ter o príncipe de Conti eleito rei da Polônia, na verdade culpa do príncipe, foi rebaixado para a abadia de Bon-Port, 1698. Chamado de volta a Paris e reintegrado em 1702. Membro da Académie Française, 26 de maio de 1704; recepção, 2 de agosto de 1704; ele substituiu o bispo Jacques-Bénigne Bossuet. Enviado a Roma, com o Cardeal Joseph-Emmanuel de la Trémoille, para resolver os assuntos franceses com o Papa Clemente XI. Auditor da Sagrada Rota Romana, 1706. Abade de Bégard, 1707. Plenipotenciário francês na Holanda, 1710, para participar da Conferência de Gertruydenberg. Membro da Académie des Sciences , 1711. Um dos plenipotenciários franceses nas negociações do Tratado de Utrecht, 1713, para pôr fim à Guerra da Sucessão Espanhola.
Criado cardeal e reservado in pectore no consistório de 18 de maio de 1712; publicado no consistório de 30 de janeiro de 1713. Abade de Corbie, 1713. Membro honorário da Académie des Sciences , 30 de novembro de 1715. Membro da Académie des Inscriptions et Belles Lettres , 1717; e protetor da Académie de Bordeaux. Mestre da Capela Real Francesa. Concedeu dispensa para receber o diaconato e o presbiterado fora das Têmporas e sem intervalos de tempo entre eles, 21 de maio de 1718. Sob suspeita durante a regência do duque de Orléans de ter estado envolvido na conspiração de Cellamare, ele foi forçado a se aposentar por três anos para sua abadia de Auchin, Flandres, 1718; chamado a Paris pelo novo rei, em 1722. Presidente da Académie royale des sciences em 1718, 1722 e 1733. Não participou do conclave de 1721 , que elegeu o Papa Inocêncio XIII. Participou do conclave de 1724, que elegeu o Papa Bento XIII. Recebeu o gorro vermelho e a diaconia de S. Maria no Pórtico Campitelli, em 27 de setembro de 1724. Embaixador da França junto à Santa Sé, 1724-1732; durante o seu mandato teve de enfrentar as dificuldades criadas pela bula Unigenitus Dei Filius de 8 de setembro de 1713. Optou pela ordem dos presbíteros e pelo título de Santa Maria in Via, em 20 de novembro de 1724. Optou pelo título de S. Maria degli Angeli alle Terme, 19 de dezembro de 1725.
Eleito arcebispo de Auch em 20 de fevereiro de 1726. Consagrada em 19 de março de 1726, igreja de S. Luigi dei Francesi, Roma, pelo Papa Bento XIII, auxiliado pelo Cardeal Pietro Ottoboni, e pelo Cardeal Filippo Antonio Gualterio. Participou do conclave de 1730, que elegeu o Papa Clemente XII. Comendador da Ordem do Saint-Esprit , maio de 1728; tomou posse, 1733. Não participou do conclave de 1740, que elegeu o Papa Bento XIV. No final da vida, arrependeu-se de nunca ter visitado a sua arquidiocese. Dedicado à arte e à literatura, foi arqueólogo, filólogo, orador, colecionador de medalhas e antiguidades e poeta que escreveu em francês e latim (1) .
Morreu em Paris em 20 de novembro de 1741. Exposto e enterrado na igreja de Saint-Sulpice, Paris.